# Gundumunugu, Kudligi
Gundumunugu là một làng thuộc tehsil Kudligi, huyện Bellary, bang Karnataka, Ấn Độ.